# El Ejido
El Ejido er en by og kommune i det sydøstlige Spanien i provinsen Almería. Den har et indbyggertal på 90.135 (2024) indbyggere.